# 도싯주
도싯주(영어: Dorset, /ˈdɔːrsɪt/)는 잉글랜드의 남서부에 있는 주로 주도는 도체스터이며 면적은 2,653km2, 인구는 785,172명(2022년 기준), 인구 밀도는 296명/km2이다. 서쪽으로는 데번주, 북서쪽으로는 서머싯주, 북동쪽으로는 윌트셔주, 동쪽으로는 햄프셔주와 접한다. 인구의 98.7%가 백인계이고, 77.9%는 기독교 신자이다.
도싯 주에 있는 쥐라기 해안은 2001년 유네스코가 선정한 세계유산으로 등재되었다.

## 도싯의 문화

### 문예

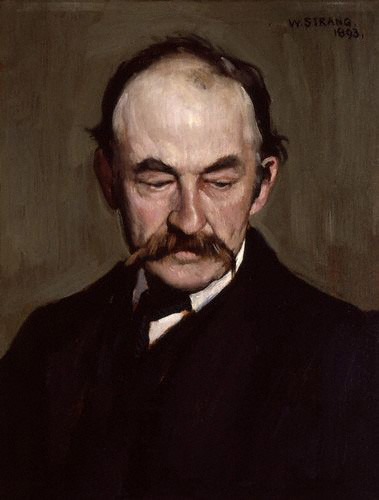
토마스 하디. 윌리엄 스트랑 작

영국 문학에 있어서 도싯은 소설가이자 시인인 토마스 하디 (1840-1928)의 고향으로 유명하며, 그가 자신의 소설 속에서 묘사한 가상의 웨섹스에 위치한 많은 장소들은 소설속에서 남웨섹스(South Wessex)라는 이름으로 나오는 도싯에 있다.
내셔널 트러스트는 도체스터 동부 산림지에 있는 토마스 하디의 소주택과 도싯 도체스터에 있는 그의 전 거주지, 맥스 게이트를 소유하고 있다.
키머리지Kimmeridge에 있는 클라벨 타워에 영감을 받은 소설 ≪검은 탑≫을 쓴 P. D. 제임스와 도싯에서 수차례 휴가를 보내고 최종적으로 두번째 남편과 퍼벡 섬에 정착한 에니드 블라이턴 등 여타 다른 작가들 역시 도싯의 경관에 영향을 받았다.
블라이턴의 책 속에 등장하는 여러 장소들은 키린 성 (코프 성)이나 위스퍼링 아일랜드 (브라운시)같은 도싯의 지역에서 비롯되었다. 스터들랜드는 노디의 토이랜드의 영감이 되었고, P.C. 플로그는 크리스토퍼 론이라는 지역 경찰을 바탕으로 창조된 인물로 여겨진다.
윌리엄 반즈는 1801년 블랙모어 베일에서 태어났으며 도싯 방언으로 써딘 그의 세 권의 시집은 1844년 첫번째 시집 ≪도싯 방언으로 쓰인 전원 생활의 시편들≫은 1844년 간행되었다.
반즈는 그가 ‘외래어’라고 생각한 단어들을 싫어했으며 시에서 그 단어들을 쓰는 것을 피했으며 대신 색슨어를 사용했다. 색슨어에 마땅한 단어가 없을 땐 반즈는 예컨데 perambulator 대신 'push wainling'를 쓰는 등 자주 단어와 문장을 만들기도 했다. 반즈는 켈트 문학을 공부했었으며 컹하네드cynghanedd로 알려진 자음 소리의 반복 기법을 자주 사용했다. 특히 이 기법은 그의 시 “My Orcha’d in Linden Lea”에서 볼 수 있다. 이 방언을 시 작품 속에서 사용한 다른 시인은  "Rabin Hill's Visit to the Railway: What he Zeed and Done, and What he Zed About It"같은 시를 쓴 로버트 영이 있다.
소설가 존 쿠퍼 포위스 (1872-1963)는 더비셔 셜리에서 태어났지만 그의 아버지는 도싯에서 태어났고 1880년 도싯 도체스터로 가족들은 이사를 간다. 이 가족들은 그 후 1885년 소머싯의 주 경계에 위치한 몬타큐트로 이사를 가게 되지만, 포위스는 도싯과의 연을 지속하는데, 그가 도싯 셰어본의 셰어본 학교에 다녔기 때문이다.
Ducdame (1925), Wolf Solent (1929), Weymouth Sands (1934)와 Maiden Castle (1936)같은 그의 몇몇 소설들은 도싯을 배경으로 하고 있으며,  포위스의 첫 소설인 Wood and Stone는 토머스 하디에게 헌사를 바친다. 역시 도체스터가 배경인 Maiden Castle는 포위스가 미국에서부터 돌아온 후인 1934년부터 쓰였다. 그는 1935년 웨일즈로 이사가기 전, 도싯 찰던 헤링에 살다가 도체스터에서 살게된다. 포위스의 사망 후 그의 유해는 도싯 웨이마우스 체실 비치에 뿌려진다.
그의 남동생인 소설가 T. F. 포위스은 1904년부터 1940년끼지 찰던 헤링에서 살았고, 전쟁 때문에 도싯 마파우더에서 살게 된다. 찰던 헤링은 그의 소설 Mr. Weston's Good Wine과 다른 작품들에서 폴리 다운의 가공의 마을을 만들어내는 데에 영감을 주었다.
티어도어 포위스의 남자 형제로 소설가이자 수필가인 루엘린 포위스는 1884년 도체스터에서 태어나며 1924년 결혼한 그의 미국인 아내 알리스 그레고리 (1884-1967)과 함께 찰던에서 꽤 오랫동안 산다.
아내는 The Dial이라는 영향력있는 저널의 편집자였다. 포뤼스의 작품은 Dorset Essays (1935) 등이 있다. 티어도어와 루엘린 모두 셰어본 학교를 다녔다.
다른 시기 찰던에 살았던 여러 작가와 예술가로는 소설가 실비아 타운헨드 워너, 데이비드 가네트와 포위스 가의 두 명, 시인이자 소설가였던 필리파 포위스와 화가 게트루드 포위스가 있다. 다른 거주자들은 시인 발렌타인 아클란드 (타운헨드의 연인)과 루엘린 포위스와 정사를 나눈 미국인 시인 가멜 울시가 있다.

## 기후
| Weymouth의 기후                                                                        | Weymouth의 기후 | Weymouth의 기후 | Weymouth의 기후 | Weymouth의 기후 | Weymouth의 기후 | Weymouth의 기후 | Weymouth의 기후 | Weymouth의 기후 | Weymouth의 기후 | Weymouth의 기후 | Weymouth의 기후 | Weymouth의 기후 | Weymouth의 기후 |
| 월                                                                                     | 1월             | 2월             | 3월             | 4월             | 5월             | 6월             | 7월             | 8월             | 9월             | 10월            | 11월            | 12월            | 연간            |
| -------------------------------------------------------------------------------------- | --------------- | --------------- | --------------- | --------------- | --------------- | --------------- | --------------- | --------------- | --------------- | --------------- | --------------- | --------------- | --------------- |
| 일평균 최고 기온 °C (°F)                                                               | 8.6 (47.5)      | 8.4 (47.1)      | 10.2 (50.4)     | 12.3 (54.1)     | 15.3 (59.5)     | 17.7 (63.9)     | 19.7 (67.5)     | 20.1 (68.2)     | 18.4 (65.1)     | 15.2 (59.4)     | 11.8 (53.2)     | 9.2 (48.6)      | 13.9 (57.0)     |
| 일일 평균 기온 °C (°F)                                                                 | 6.4 (43.5)      | 6.1 (43.0)      | 7.6 (45.7)      | 9.3 (48.7)      | 12.2 (54.0)     | 14.7 (58.5)     | 16.8 (62.2)     | 17.1 (62.8)     | 15.5 (59.9)     | 12.7 (54.9)     | 9.5 (49.1)      | 6.9 (44.4)      | 11.2 (52.2)     |
| 일평균 최저 기온 °C (°F)                                                               | 4.1 (39.4)      | 3.7 (38.7)      | 4.9 (40.8)      | 6.2 (43.2)      | 9.1 (48.4)      | 11.7 (53.1)     | 13.9 (57.0)     | 14.1 (57.4)     | 12.5 (54.5)     | 10.2 (50.4)     | 7.2 (45.0)      | 4.6 (40.3)      | 8.5 (47.3)      |
| 평균 강우량 mm (인치)                                                                  | 78.5 (3.09)     | 58.3 (2.30)     | 58.0 (2.28)     | 49.4 (1.94)     | 44.7 (1.76)     | 40.2 (1.58)     | 35.9 (1.41)     | 50.0 (1.97)     | 55.8 (2.20)     | 85.3 (3.36)     | 88.7 (3.49)     | 85.5 (3.37)     | 730.3 (28.75)   |
| 평균 강우일수 (≥ 1 mm)                                                                 | 13.0            | 9.9             | 9.4             | 8.3             | 8.4             | 7.0             | 6.6             | 7.5             | 7.9             | 11.5            | 12.4            | 12.4            | 113.9           |
| 평균 월간 일조시간                                                                     | 66.8            | 91.1            | 133.6           | 200.3           | 228.5           | 229.1           | 243.6           | 227.7           | 175.5           | 126.3           | 84.3            | 62.9            | 1,869.8         |
| 출처: 1981–2010 averages for Wyke Regis climate station. Sources: Met Office and Cefas |                 |                 |                 |                 |                 |                 |                 |                 |                 |                 |                 |                 |                 |

## 인구
| 연도 | 인구    | ±% p.a. |
| ---- | ------- | ------- |
| 1801 | 101,857 | —       |
| 1811 | 112,930 | +1.04%  |
| 1821 | 129,210 | +1.36%  |
| 1831 | 143,443 | +1.05%  |
| 1841 | 161,617 | +1.20%  |
| 1851 | 169,699 | +0.49%  |

| 연도 | 인구    | ±% p.a. |
| ---- | ------- | ------- |
| 1861 | 174,255 | +0.27%  |
| 1871 | 178,813 | +0.26%  |
| 1881 | 183,371 | +0.25%  |
| 1891 | 188,700 | +0.29%  |
| 1901 | 188,263 | −0.02%  |
| 1911 | 190,940 | +0.14%  |

| 연도 | 인구    | ±% p.a. |
| ---- | ------- | ------- |
| 1921 | 193,543 | +0.14%  |
| 1931 | 198,105 | +0.23%  |
| 1941 | 214,700 | +0.81%  |
| 1951 | 233,206 | +0.83%  |
| 1961 | 259,751 | +1.08%  |
| 1971 | 292,811 | +1.21%  |

| 연도 | 인구    | ±% p.a. |
| ---- | ------- | ------- |
| 1981 | 321,676 | +0.94%  |
| 1991 | 366,681 | +1.32%  |
| 2001 | 390,986 | +0.64%  |
| 2011 | 412,905 | +0.55%  |

도싯주 - Dorset
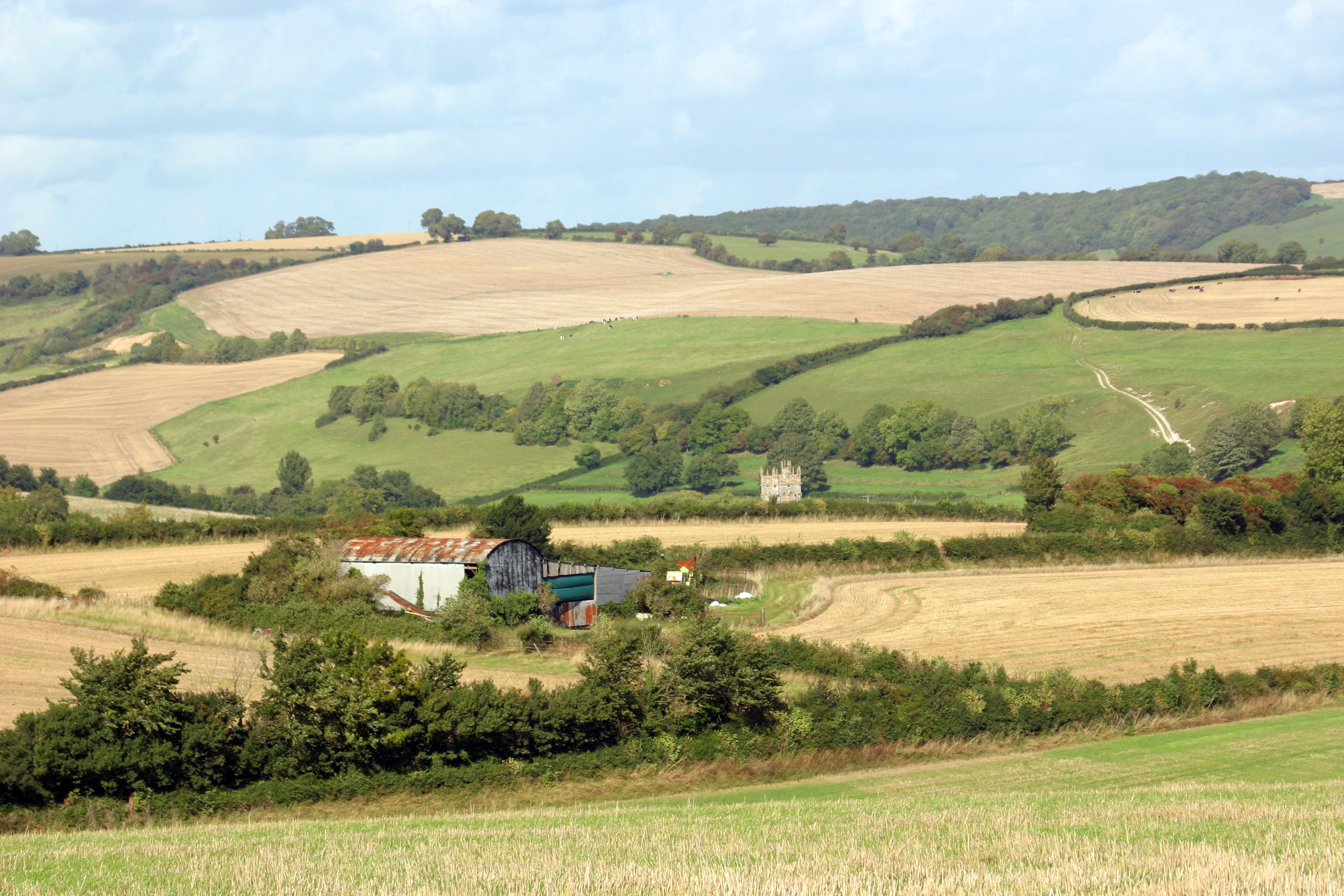
Dorset
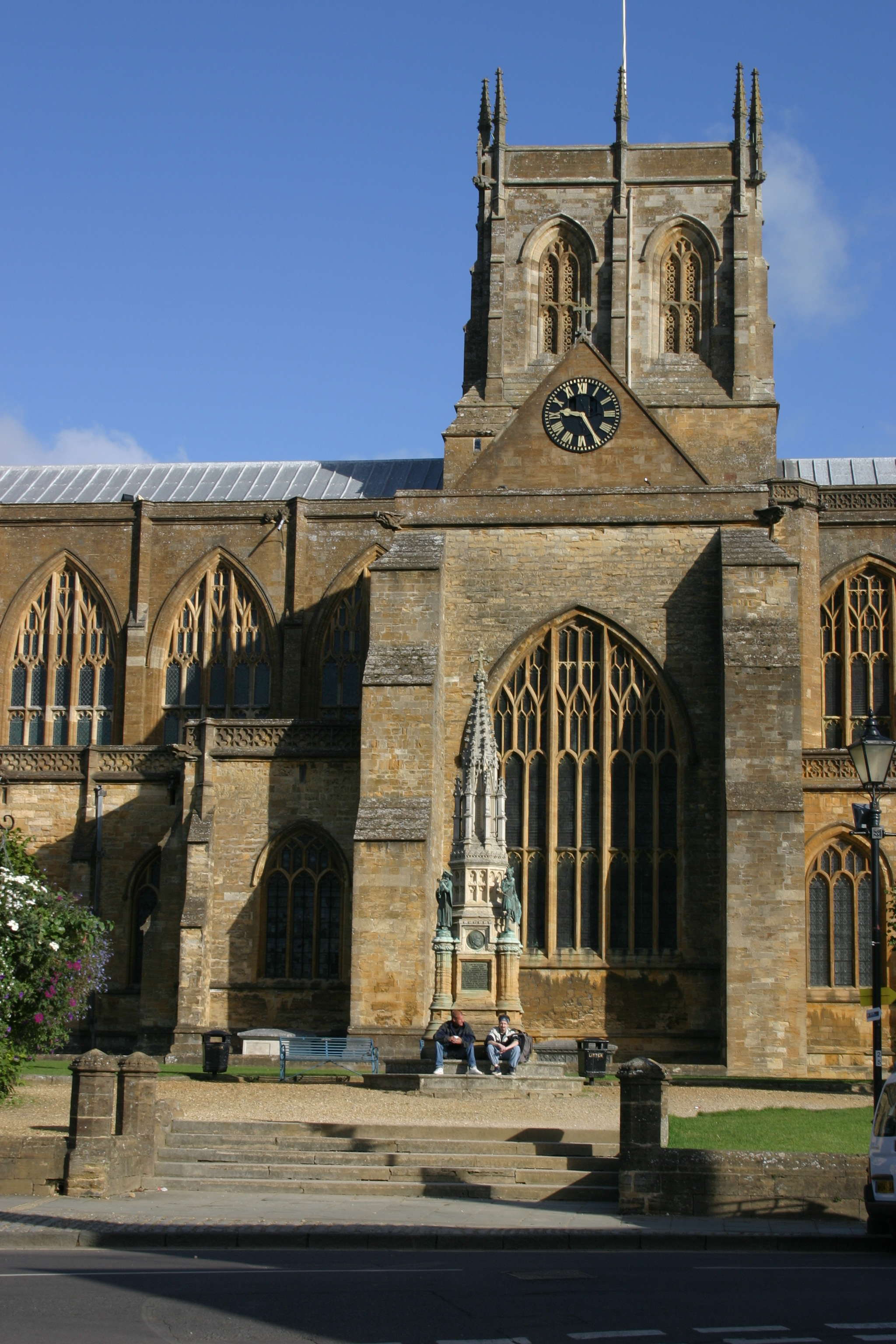
Sherborne Abbey
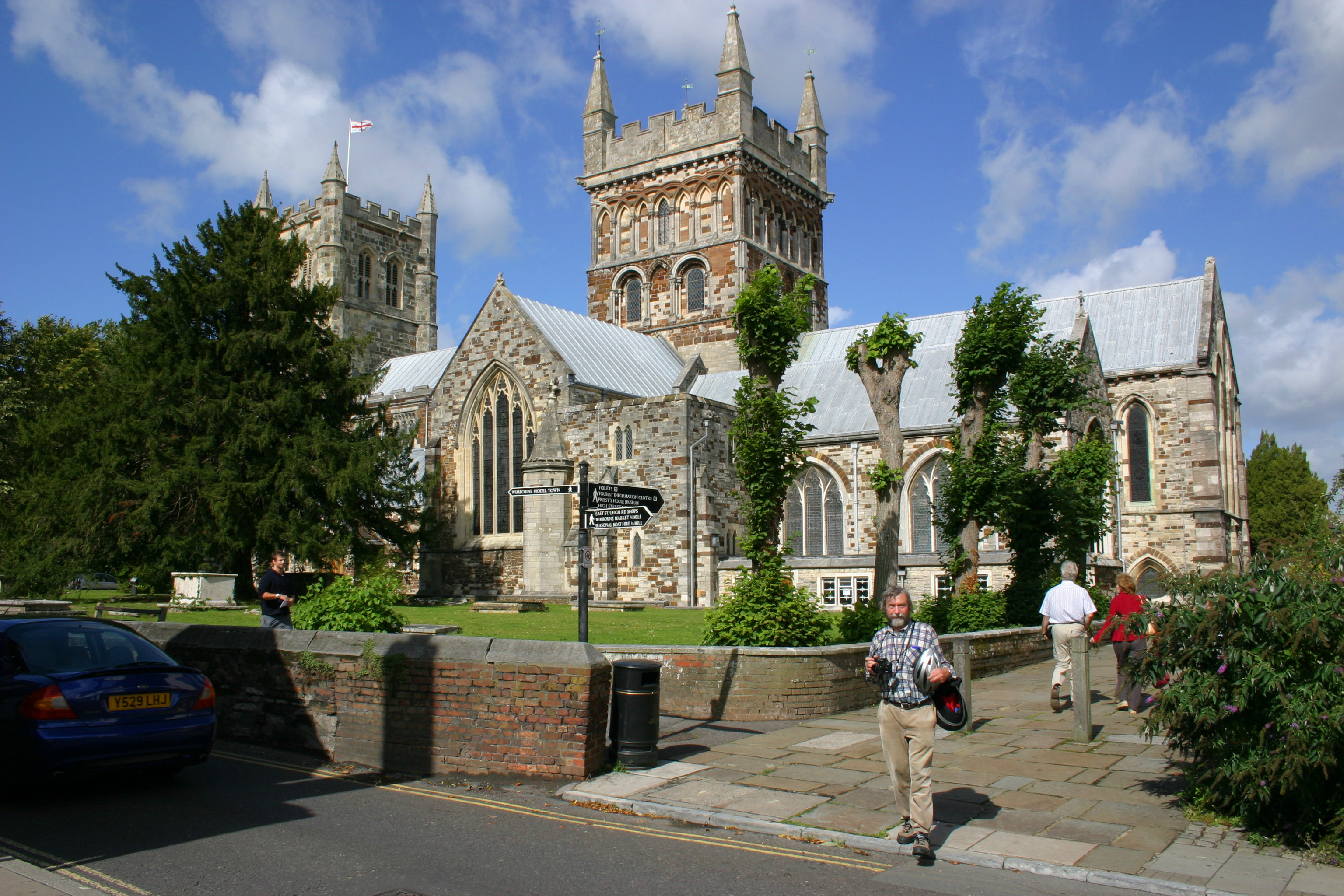
Wimbourne Minster
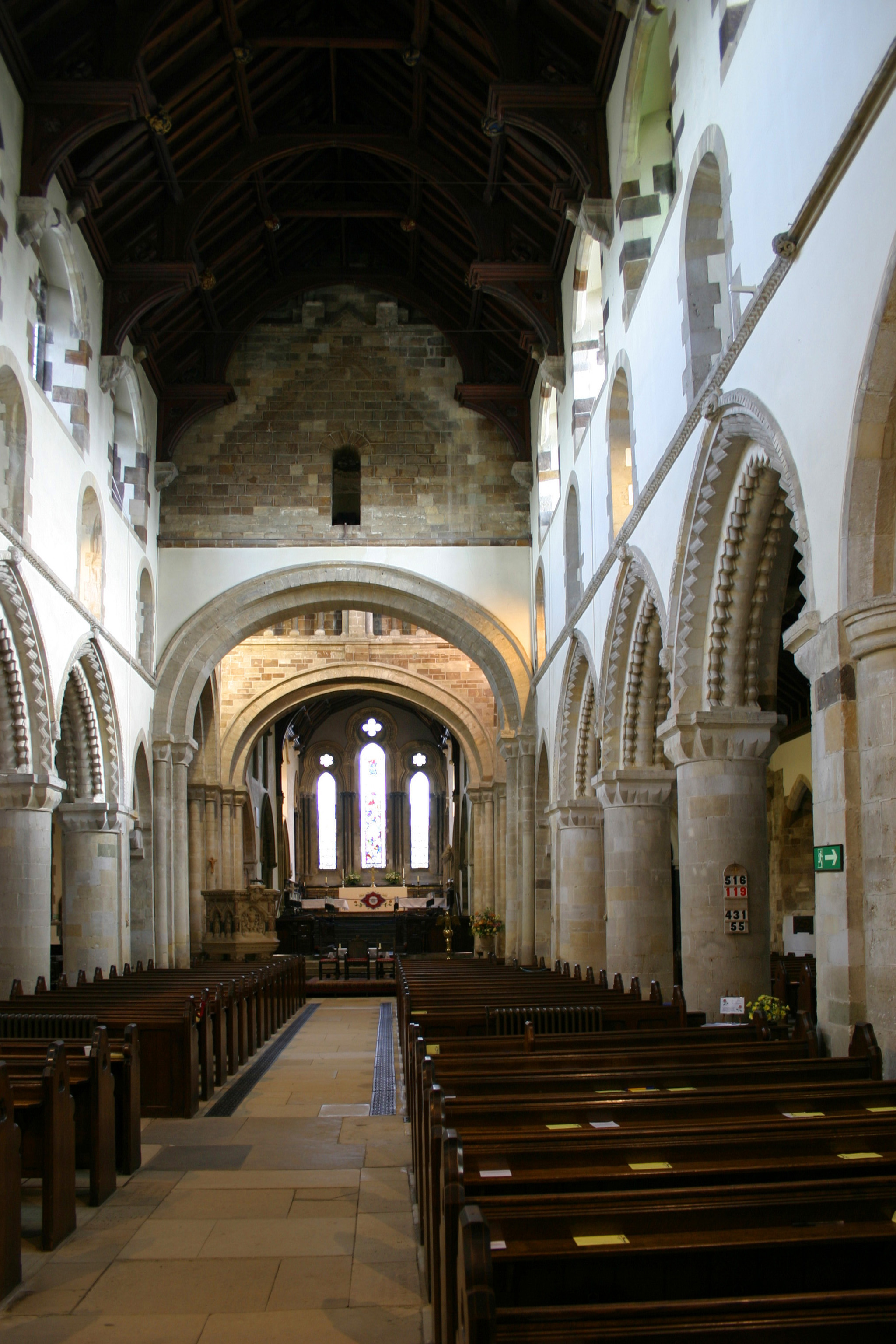
Wimbourne Minster
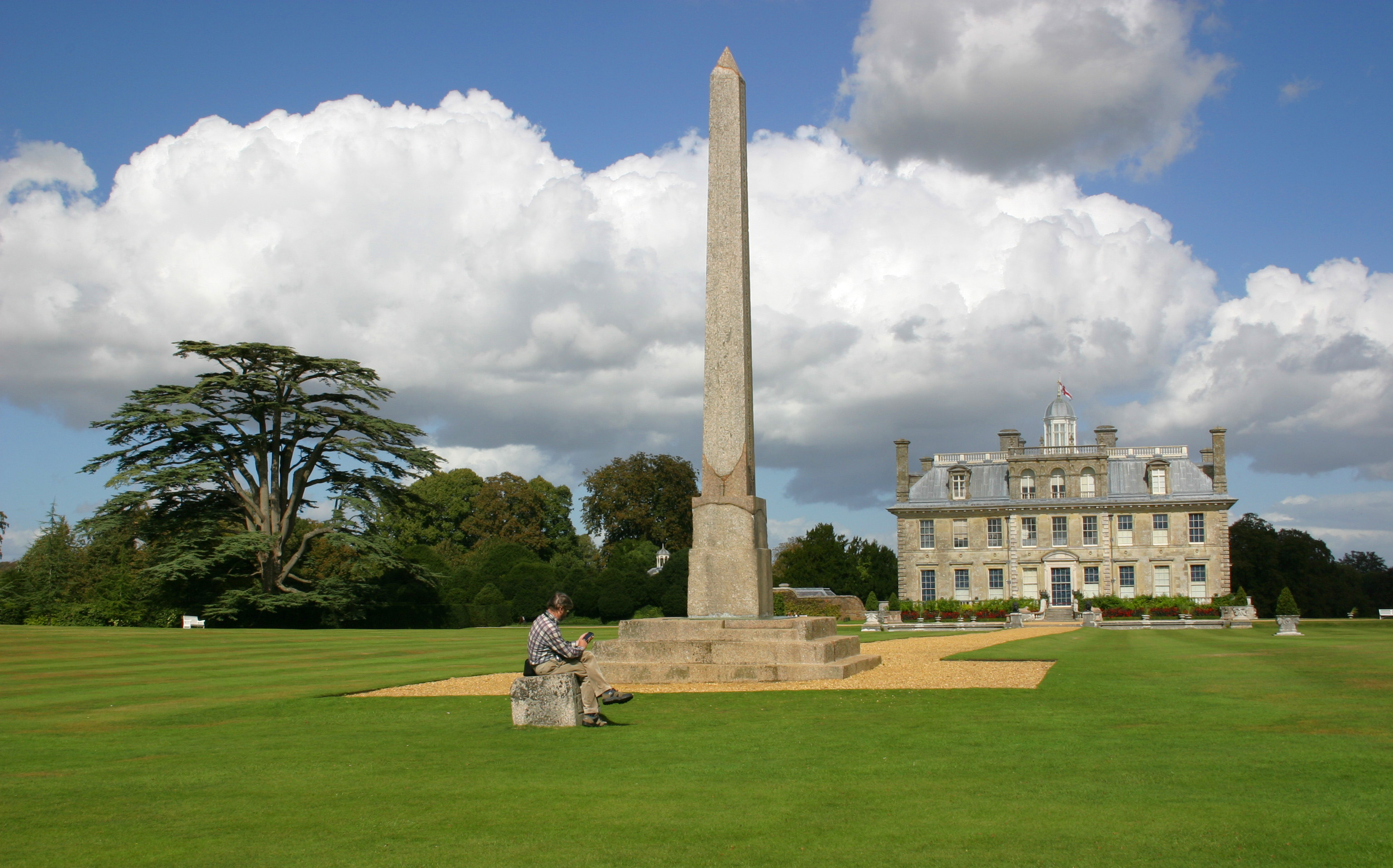
Kingston Lacey
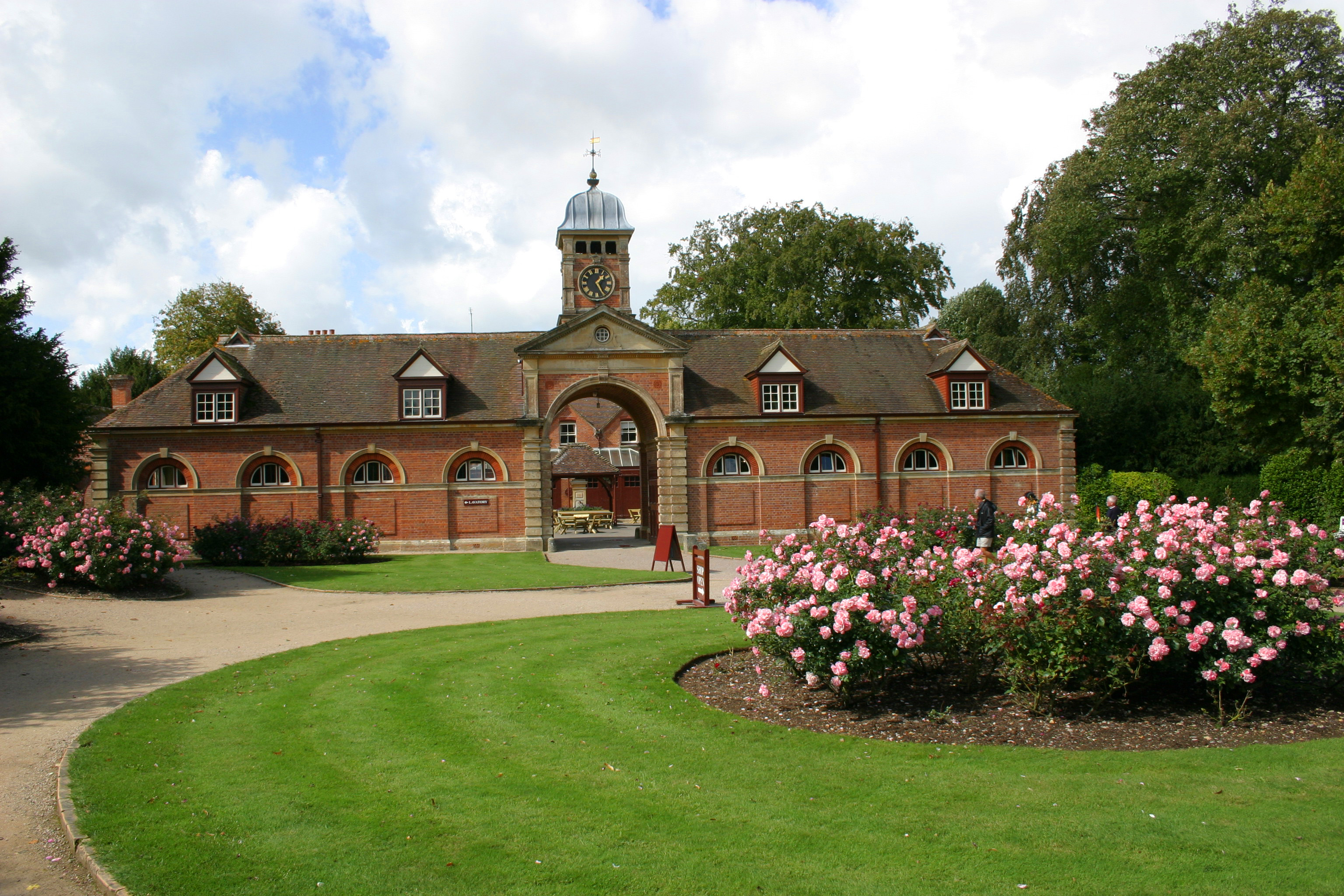
Kingston Lacey
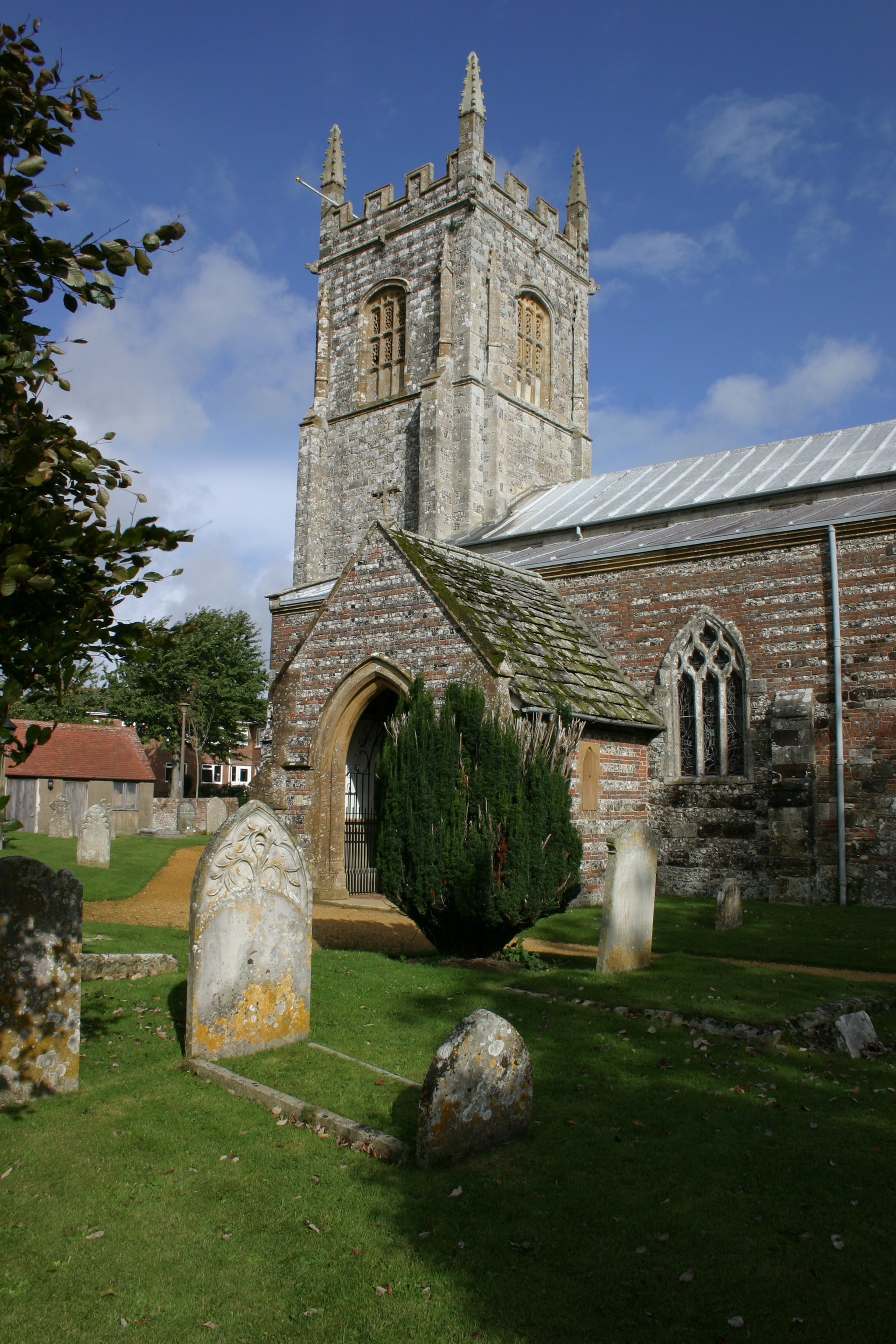
Bere Regis
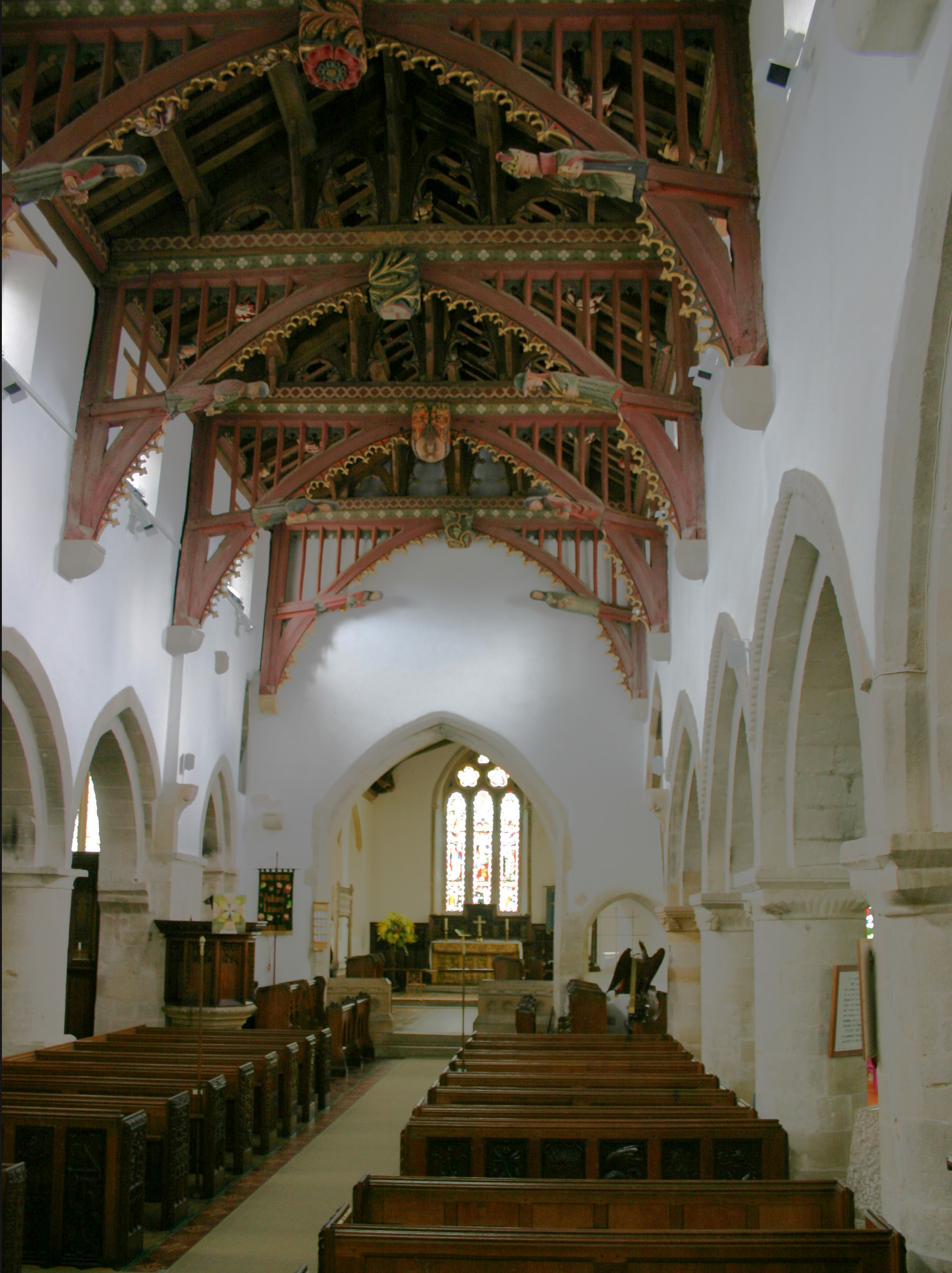
Bere Regis
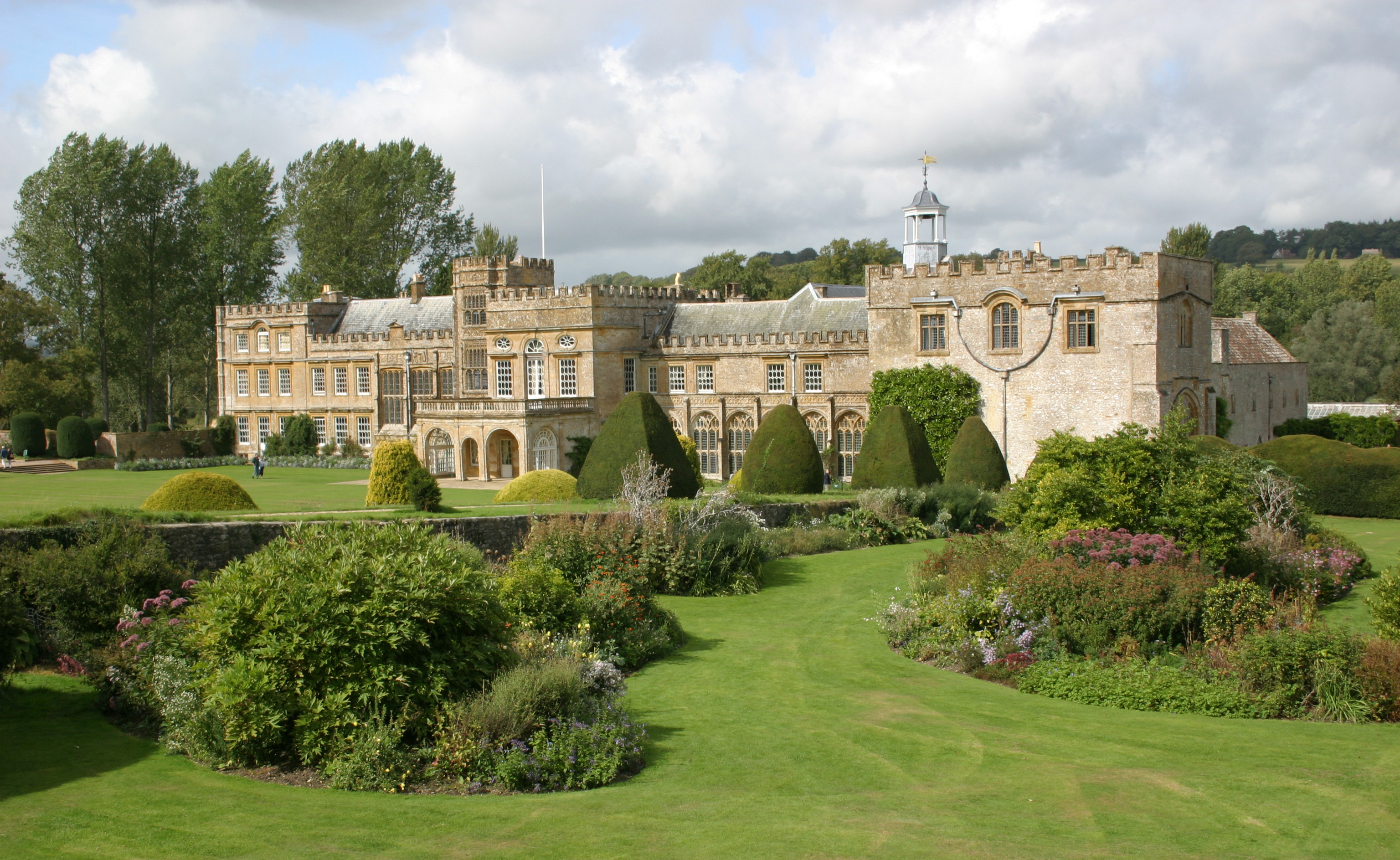
Forde Abbey